# Живите в радости
«Живи́те в ра́дости» — советский комедийный художественный фильм, снятый в 1978 году режиссёром Леонидом Миллионщиковым. Премьера — январь 1979 года.

## Сюжет
Фильм рассказывает о простом, доверчивом, не очень удачливом сельском изобретателе
(«Кулибине», как называла его жена) из села Дубровка Озёрского района — Дмитрии Петровиче Пряжкине (Леонид Куравлёв). Главный герой всё время что-нибудь мастерит и чинит всё, что попадается под руку. Но не все жители села разделяют его увлечения — ушла, не выдержав его постоянных «изобретательств» (ставших уже и ночными), от него его собственная законная молодая красавица-жена Ульяна (Елена Драпеко). Однако посильную помощь в технических изысканиях и моральную поддержку ему бескорыстно оказывает знакомый дед-шутник Афоня по прозвищу «Самосвал» (Борис Новиков).
Однажды Пряжкин по ответственному поручению председателя колхоза Николая Матвеевича был направлен организовать строительство в своём селе железобетонного моста через реку. Для выполнения задания он поехал в райцентр искать свободную технику для строительства моста и попал в руки коварных жуликов (В. Басов и С. Крамаров), которые подсунули ему за крупные деньги (150 подотчётных и 650 своих рублей, отложенных на покупку радиолы) угнанный экскаватор и подложные документы на него с «печатью». В конечном итоге справедливость восторжествовала — мост был построен на радость всем жителям села. А Пряжкин и модернизировал оборудование для сельской пекарни и птицефермы, и помирился с женой.

## В ролях
| Актёр               | Роль                                               |
| ------------------- | -------------------------------------------------- |
| Леонид Куравлёв     | Дмитрий Петрович (Митяй) Пряжкин, изобретатель     |
| Владимир Басов      | Виталий Гаврилович Марципанов («Дипломат»), жулик  |
| Борис Новиков       | дед Афоня («Самосвал»), друг и помощник Митяя      |
| Светлана Харитонова | Буркова, старший следователь областной прокуратуры |
| Савелий Крамаров    | Леонтий Маркелович Федырин («Бацилла»), жулик      |
| Пётр Любешкин       | Николай Матвеевич, председатель колхоза            |
| Роман Филиппов      | снабженец                                          |
| Валентина Телегина  | Марья Пряжкина, мать Митяя                         |
| Зоя Фёдорова        | бабка Анисья, жена деда Афони                      |
| Елена Драпеко       | Ульяна, жена Митяя                                 |

### В эпизодах
| Актёр               | Роль                                                               |
| ------------------- | ------------------------------------------------------------------ |
| Николай Парфёнов    | Волнушкин, заместитель начальника по снабжению треста              |
| Всеволод Сафонов    | Юрий Харламович Варенцов, главный инженер Трансформаторного завода |
| Нина Агапова        | секретарша Варенцова                                               |
| Нина Гребешкова     | секретарша Куманькова                                              |
| Виктор Филиппов     | член правления колхоза                                             |
| Георгий Светлани    | дед                                                                |
| Леонид Иудов        | дед                                                                |
| Виктор Лазарев      | дед                                                                |
| Феликс Яворский     | Владимир Николаевич Куманьков, начальник управления Спецмостстроя  |
| Валентина Титова    | жена Варенцова                                                     |
| Валентина Ананьина  | Анна Ивановна, бригадир пекарей                                    |
| Елена Вольская      | пекарь                                                             |
| Александра Данилова | тётя Рая, тёща Митяя                                               |
| Евгений Зосимов     | колхозный бригадир                                                 |
| Владимир Мышкин     | колхозный бухгалтер                                                |
| Виктор Перевалов    |                                                                    |
| Маша Миллионщикова  | деревенская девочка                                                |
| Настя Орлова        | деревенская девочка                                                |
| Игорь Шутов         |                                                                    |
| Вася Крачковский    | брат Ульяны                                                        |
| Светлана Старикова  | Галя, секретарша Бурковой (нет в титрах)                           |
| Зоя Исаева          | пекарь (нет в титрах)                                              |
| Зоя Василькова      | секретарша Бутова (нет в титрах)                                   |
| Владимир Плотников  | колхозник (нет в титрах)                                           |
| Юрий Потёмкин       | понятой (нет в титрах)                                             |
| Игорь Косухин       | больной (нет в титрах)                                             |

## Съёмочная группа
- Сценарий и постановка — Леонид Миллионщиков
- Оператор-постановщик — Виталий Абрамов
- Художник-постановщик — Виталий Гладников
- Композитор — Никита Богословский
- Текст песни — Михаила Пляцковского
- Дирижёр — Владимир Васильев
- Звукооператор — Борис Венгеровский
- Режиссёр — Ю. Данилович
- Оператор — Л. Андрианов
- Художник по костюмам — Л. Ряшенцева
- Художник-гримёр — В. Горева
- Монтаж — Е. Андреевой
- Комбинированные съёмки:
  - оператор — Ю. Орешкин
  - художник — С. Мухин.
- Художник-декоратор — Ф. Билимов
- Редактор — Г. Климов.
- Музыкальный редактор — Арсений Лаписов
- Ассистенты:
  - режиссёра — Н. Билимова, Д. Орлов
  - оператора — Л. Скорынин, В. Якимов
  - художника по костюмам — Т. Прошина
- Мастер по свету — Д. Востров
- Консультант — П. Смирнов
- Директора картины — Владимир Аверьянов, Дмитрий Зайцев

Песню «Скажи, зачем нам друг друга терять?» на стихи М. Пляцковского исполнил Олег Анофриев.

## Технические данные
- Фильм снят на плёнке Шосткинского химкобината «Свема».

## Критика
Александр Фёдоров:

Современный кинозритель придирчив. И если комедия «Живите в радости» начинается гротескными кадрами детектива, то ясно, что это ради «пущего смеха»…
И то, что главный герой фильма Митяй (Леонид Куравлёв) — чудак и известный изобретатель, тоже никого не удивляет. Много их было на наших экранах. Они то машины угоняли в пользу детсада. То ещё чего-нибудь отчебучивали…
Не удивляет и то, что на экране разворачивается скучная история, напоминающая больше популярное пособие для «умелых рук».
На мой взгляд, от души посмеяться можно лишь в одном эпизоде. Где великолепно сыгранные С. Крамаровым и В. Басовым жулики — трусливый «Бацилла» и респектабельный «Дипломат» легко обводят главного героя вокруг пальца, представившись министерскими работниками.
В фильме Л. Миллионщикова есть несколько интересных находок, удачных реплик. Жаль, что они теряются в обильном потоке бытовых подробностей и банальностей сюжета, толкущегося на одном месте.

## Факты
- Съёмки фильма проходили в г. Калинине и селе Каблуково Калининской области[2][3][4].
- В середине 90-х годов в продаже появились DVD с записью фильма с сомнительным качеством копий, выпущенные малым тиражом китайской фирмой "Середа & Co". Также, на этих DVD присутствовали дополнительные материалы к фильму и интервью с актёрами и членами съёмочной группы. Основная часть этой пиратской продукции была изъята из продажи и уничтожена.